# Haplotaxodon
Haplotaxodon – rodzaj słodkowodnych ryb okoniokształtnych z rodziny pielęgnicowatych (Cichlidae). Żywią się łuskami innych ryb.

## Występowanie
Gatunki endemiczne jeziora Tanganika w Afryce Wschodniej.

## Klasyfikacja
Gatunki zaliczane do tego rodzaju:
- Haplotaxodon microlepis
- Haplotaxodon trifasciatus

Gatunkiem typowym rodzaju jest Haplotaxodon microlepis.